# Xinyi Glass
Xinyi Glass Holdings Limited («Синьи Гласс») — гонконгская частная стекольная компания, один из крупнейших производителей термополированного стекла в Китае и Юго-Восточной Азии, а также мировой лидер в производстве стекла для солнечных панелей. Основана в 1988 году. Контрольный пакет акций Xinyi Glass принадлежит миллиардеру Ли Иньи. Его старший сын Ли Шинпуть женат на дочери бывшего первого вице-премьера Китая Чжан Гаоли.  

## История
Компания Xinyi Glass была основана в Гонконге в ноябре 1988 года, в 2005 году она вышла на Гонконгскую фондовую биржу. В 2014 году Xinyi Glass вложила 200 млн долл. в строительство стекольного завода в малайзийском штате Малакка (в конце 2016 года он был введен в эксплуатацию). В сентябре 2021 года акции Xinyi Glass вошли в состав индекса Hang Seng.

## Деятельность
Xinyi Glass производит термополированное стекло (в том числе прозрачное, тонированное, зелёное и серое); энергосберегающее строительное стекло (в том числе закалённое и многослойное); автомобильное стекло; стекло для солнечных панелей; стекло для электронных приборов (в том числе дисплеев); резиновые и пластмассовые изделия; оказывает логистические услуги. Среди крупнейших клиентов компании — автопроизводители Ford, General Motors и Volkswagen.
Заводы Xinyi Glass расположены в городах Шэньчжэнь, Дунгуань, Цзянмынь, Чэнмай, Бэйхай, Дэян, Сучжоу, Уху, Тяньцзинь, Инкоу, а также в Малайзии. Главный научно-исследовательский центр расположен в городе Уху (провинция Аньхой).
По итогам 2021 года основные продажи пришлись на термополированное стекло (71,9 %), автомобильное стекло (17,9 %) и архитектурное стекло (10,2 %). Крупнейшими рынками сбыта были Китай (77,8 %), Северная Америка (7,3 %) и Европа (2,7 %).

### Дочерние компании
- Xinyi Solar Holdings
- Xinyi Energy Holdings
- Xinyi Electric Storage Holdings
- Xinyi Automobile Glass

## Акционеры
Крупнейшими акционерами Xinyi Glass являются Ли Иньи (21,4 %), Тун Чинсай (11,5 %), Тун Чинпор (9,4 %), Ли Синдинь (7,6 %), Цэ Нанцэ (3,18 %) и Ли Чинвай (3,17 %). Среди институциональных инвесторов — The Vanguard Group (1,27 %), BlackRock, Norges Bank, State Street Global Advisors, Dimensional Fund Advisors, BNP Paribas и JPMorgan Chase.